# Miasto (Koszalin)
Miasto – początkowo dziennik wydawany w Koszalinie, od 2010 tygodnik ukazujący się w każdy piątek na terenie Koszalina i okolicy.
Pismo skoncentrowane jest głównie na sprawach związanych z Koszalinem oraz północno-wschodnią częścią województwa zachodniopomorskiego. Wydawany od kwietnia 2006 roku do kwietnia 2010 roku jako „Miasto. Nowy Dziennik Koszaliński”. Od kwietnia 2010 roku gazeta jest tygodnikiem. Od początku istnienia do końca 2013 roku wydawcą była spółka PerMedia S.A. Od 1 stycznia 2014 roku wydawcą jest Telewizja Kablowa Koszalin Sp. z o.o. Redaktorem naczelnym tygodnika od lipca 2013 roku do grudnia 2018 roku był Marcin Napierała, redaktor naczelny TV MAX. Od grudnia 2018 r. na tym stanowisku zastąpiła go Joanna Wyrzykowska, dziennikarka TV MAX.

## Redaktorzy naczelni
- Piotr Kobalczyk
- Wiesław Miller
- Piotr Pawłowski
- Marcin Napierała
- Joanna Wyrzykowska